# Nezahat Baradari
Nezahat Baradari (nascida a 15 de agosto de 1965) é uma médica e política turco-alemã do Partido Social-Democrata (SPD) que serve como membro do Bundestag pelo estado da Renânia do Norte-Vestfália desde 2019.
Nascida em Ancara, Baradari é de uma família de origem turca.

## Carreira política
Baradari é membro do Bundestag desde 2019, quando sucedeu a Ulrich Kelber, que renunciou. No parlamento, é membro da Comissão dos Assuntos Europeus (desde 2019) e da Comissão da Alimentação e Agricultura (desde 2020).

## Controvérsia
Nezahat Baradari fez comentários críticos sobre o reconhecimento do Genocídio Arménio pelo Bundestag alemão numa conversa do SPD no WhatsApp em 2016. Isso gerou controvérsia entre os funcionários do SPD em Sauerland.
Baradari acredita que o genocídio arménio consistiu em "revoltas arménias", bem como "assassinatos mútuos, massacres e deportações" que exigem "uma investigação científica aprofundada e independente". Na sua crítica, Baradari também referiu-se a declarações feitas pelo presidente federal da Comunidade Turca na Alemanha (TGD), Gökay Sofuoglu, que disse que a decisão de adoptar a resolução do Genocídio Arménio desconsidera "a opinião dos turcos étnicos na Alemanha", o maioria dos quais se opõe à resolução."